# 미소노촌 (미에현)
미소노촌(御薗村)은 미에현 와타라이군에 설치되었던 촌이다. 2005년 1월 1일에 이세시, 후타미정, 오바타정과 합병해 새로운 이세시가 되었다.

## 지리
이세 평야의 남단부에 위치한다. 바다(이세 만)에는 접해 있지 않다.
촌역의 대부분은 미야카와 하류(가와구치 부근)의 동안에 있지만, 죠죠의 일부만 미야카와 서안에 위치한다.
현저한 고지대나 구릉은 없고 완만하게 해안 방향을 향해 경사지는 저탄지상을 이루고 있다.마을 내역에서 가장 높은 곳이라도 고도 6m에 미치지 못한다. 기후는 온난하고 토양은 부식토 때문에 논은 적고 밭농사가 발달하였다

## 역사
- 1889년 4월 1일 - 정촌제 시행으로 6개촌 구역으로 성립하였다.
- 2005년 11월 1일 - 이세시, 후타미정, 오바타정과 합병해 새로운 이세시가 성립하였다. 동일 미소노촌은 폐지되었다.

## 행정
- 촌장 : 나카키타 타카토시 (中北隆敏)

## 교통

### 철도
- 긴키 닛폰 철도
  - 야마다 선

### 도로
- 국도 23호선